# Lerm-et-Musset
Lerm-et-Musset es una comuna francesa situada en el departamento de Gironda, en la región de Nueva Aquitania.

## Demografía
| 529 | 454 | 400 | 360 | 360 | 399 | 478 |
| Para los censos de 1962 a 1999 la población legal corresponde a la población sin duplicidades (Fuente: INSEE [Consultar]) |     |     |     |     |     |     |